# 党和国家机构改革方案
党和国家机构改革方案是2023年中国共产党第二十届二中全会讨论的对于中国机构改革的草案，是2018年以来深化党和国家机构改革和国务院机构改革的延续。中共中央要求，在中央政治局常委会领导下，中央全面深化改革委员会统筹党和国家机构改革组织实施工作。地方机构改革由省级党委统一领导，改革方案报中共中央备案。中央层面的改革任务力争在2023年年底前完成，地方层面的改革任务力争在2024年年底前完成。推进机构改革情况和遇到的重大问题及时向中共中央请示报告。

## 简介
2023年2月26日至28日，中共二十屆二中全會在北京举行。全会审议通过了《黨和國家機構改革方案》。
2023年3月，中共中央印發《黨和國家機構改革方案》，要求「中央層面的改革任務力爭在2023年年底前完成，地方層面的改革任務力爭在2024年年底前完成。」

## 具体措施

### 深化中共中央機構改革
1. 組建中央金融委员会。加強黨中央對金融工作的集中統一領導，負責金融穩定和發展的頂層設計、統籌協調、整體推進、督促落實，研究審議金融領域重大政策、重大問題等，作為黨中央決策議事協調機構。設立中央金融委員會辦公室，作為中央金融委員會的辦事機構，列入黨中央機構序列。不再保留國務院金融穩定發展委員會及其辦事機構。將國務院金融穩定發展委員會辦公室職責劃入中央金融委員會辦公室。
2. 組建中央金融工作委員會。統一領導金融系統党的工作，指導金融系統党的政治建設、思想建設、組織建設、作風建設、紀律建設等，作為黨中央派出機關，同中央金融委員會辦公室合署辦公。將中央和國家機關工作委員會的金融系統党的建設職責劃入中央金融工作委員會。
3. 組建中央科技委員會。加強黨中央對科技工作的集中統一領導，統籌推進國家創新體系建設和科技體制改革，研究審議國家科技發展重大戰略、重大規劃、重大政策，統籌解決科技領域戰略性、方向性、全域性重大問題，研究確定國家戰略科技任務和重大科研專案，統籌佈局國家實驗室等戰略科技力量，統籌協調軍民科技融合發展等，作為黨中央決策議事協調機構。中央科技委員會辦事機構職責由重組後的科學技術部整體承擔。保留國家科技諮詢委員會，服務黨中央重大科技決策，對中央科技委員會負責並報告工作。國家科技倫理委員會作為中央科技委員會領導下的學術性、專業性專家委員會，不再作為國務院議事協調機構。不再保留中央國家實驗室建設領導小組、國家科技領導小組、國家科技體制改革和創新體系建設領導小組、國家中長期科技發展規劃工作領導小組及其辦公室。省級黨委科技領域議事協調機構結合實際組建。
4. 組建中央社會工作部。負責統籌指導人民信訪工作，指導人民建議徵集工作，統籌推進黨建引領基層治理和基層政權建設，統一領導全國性行業協會商會黨的工作，協調推動行業協會商會深化改革和轉型發展，指導混合所有制企業、非公有制企業和新經濟組織、新社會組織、新就業群體黨建工作，指導社會工作人才隊伍建設等，作為黨中央職能部門。中央社會工作部統一領導國家信訪局。国家信访局由国务院办公厅管理的國家局調整為國務院直屬機構。中央社會工作部劃入民政部的指導城鄉社區治理體系和治理能力建設、擬訂社會工作政策等職責，統籌推進黨建引領基層治理和基層政權建設。劃入中央和國家機關工作委員會、國務院國有資產監督管理委員會黨委歸口承擔的全國性行業協會商會党的建設職責，劃入中央精神文明建設指導委員會辦公室的全國志願服務工作的統籌規劃、協調指導、督促檢查等職責。省、市、縣級黨委組建社會工作部門，相應劃入同級黨委組織部門的“兩新”工委職責。
5. 組建中央港澳工作辦公室。承擔在貫徹“一國兩制”方針、落實中央全面管治權、依法治港治澳、維護國家安全、保障民生福祉、支持港澳融入國家發展大局等方面的調查研究、統籌協調、督促落實職責，在國務院港澳事務辦公室基礎上組建，作為黨中央辦事機構，保留國務院港澳事務辦公室牌子。不再保留單設的國務院港澳事務辦公室。

### 深化国务院机构改革
1. 重新組建科學技術部，將科學技術部的組織擬訂科技促進農業農村發展規劃和政策、指導農村科技進步職責划入農業農村部。將科學技術部的組織擬訂科技促進社會發展規劃和政策職責分別划入國家發展和改革委員會、生態環境部、國家衛生健康委員會等部門。將科學技術部的組織擬訂高新技術發展及產業化規劃和政策，指導國家自主創新示範區、國家高新技術產業開發區等科技園區建設，指導科技服務業、技術市場、科技仲介組織發展等職責划入工業和信息化部。將科學技術部的負責引進國外智力工作職責划入人力資源和社會保障部，在人力資源和社會保障部加掛國家外國專家局牌子。深化財政科技經費分配使用機制改革，完善中央財政科技計劃執行和專業機構管理體制，調整科學技術部的中央財政科技計劃（專項、基金等）協調管理、科研專案資金協調評估等職責，將科學技術部所屬中國農村技術開發中心划入農業農村部，中國生物技術發展中心划入國家衛生健康委員會，中國21世紀議程管理中心、科學技術部高技術研究發展中心划入國家自然科學基金委員會。
2. 組建國家金融監督管理總局，統一負責除證券業之外的金融業監管，強化機構監管、行為監管、功能監管、穿透式監管、持續監管，統籌負責金融消費者權益保護，加強風險管理和防範處置，依法查處違法違規行為，作為國務院直屬機構
3. 深化地方金融監管體制改革
4. 中國證券監督管理委員會調整為國務院直屬機構
5. 統籌推進中國人民銀行分支機構改革
6. 完善國有金融資本管理體制
7. 加強金融管理部門工作人員統一規範管理
8. 組建國家數據局，負責協調推進數據基礎制度建設，統籌數據資源整合共享和開發利用，統籌推進數字中國、數字經濟、數字社會規劃和建設等，由國家發展和改革委員會管理；將中央網絡安全和信息化委員會辦公室承擔的研究擬訂數字中國建設方案、協調推動公共服務和社會治理信息化、協調促進智慧城市建設、協調國家重要信息資源開發利用與共享、推動信息資源跨行業跨部門互聯互通等職責，國家發展和改革委員會承擔的統籌推進數字經濟發展、組織實施國家大數據戰略、推進數據要素基礎制度建設、推進數字基礎設施佈局建設等職責劃入國家數據局
9. 優化農業農村部職責
10. 完善老齡工作體制
11. 完善知識產權管理體制
12. 國家信訪局調整為國務院直屬機構
13. 精減中央國家機關人員編制，中央國家機關各部門人員編制統一按照5%的比例進行精減，收回的編制主要用於加強重點領域和重要工作。

### 深化全国人大机构改革
1. 组建全國人民代表大會常務委員會代表工作委员会。负责全国人大代表名额分配、资格审查、联络服务有关工作，指导协调代表集中视察、专题调研、联系群众有关工作，统筹管理全国人大代表议案建议工作，负责全国人大代表履职监督管理，统筹全国人大代表学习培训工作，指导省级人大常委会代表工作等，承担全国人大常委会代表资格审查委员会的具体工作，作为全国人大常委会的工作委员会。

### 深化全国政协机构改革
1. 优化全国政协界别设置。全国政协界别增设“环境资源界”。将“中国共产主义青年团”和“中华全国青年联合会”界别整合，设立“中国共产主义青年团和中华全国青年联合会”界别。优化“特别邀请人士”界别委员构成。

### 优化机构编制资源配置
1. 精减中央和国家机关人员编制。中央和国家机关各部门人员编制统一按照5%的比例进行精减，收回的编制主要用于加强重点领域和重要工作。中央垂管派出机构、驻外机构不纳入统一精减范围，根据行业和系统实际，盘活用好存量编制资源。地方党政机关人员编制精减工作，由各省（自治区、直辖市）党委结合实际研究确定。县、乡两级不作精减要求。